# Katia Ricciarelli
Katia Ricciarelli, née le 18 janvier 1946 à Rovigo, en Vénétie, est une soprano et une actrice italienne.
Son répertoire de prédilection est l'opéra italien des XIXe et XXe siècles dans Verdi, Rossini, Donizetti, Bellini, et Puccini. Elle aborde néanmoins l'opéra allemand et viennois avec Wagner, Gluck, Haendel et Mozart.

## Biographie
Elle fait d'abord ses études au Conservatoire Benedetto Marcello de Venise, et gagne plusieurs concours vocaux en 1968. Elle commence sa carrière professionnelle en interprétant Mimì (La Bohème) à Mantoue en 1969, puis fait une apparition à Parme dans Il trovatore, en 1970. L'année suivante, elle gagne le prix Voci Verdiane de la RAI. Entre 1972 et 1975, elle se produit dans les plus grands opéras européens et américains, comme l'Opéra lyrique de Chicago (1972) ; La Scala (1973) ; le Royal Opera House, Covent Garden (1974) ; et le Metropolitan Opera en 1975.
Voulant aborder des rôles trop lourds pour une soprano lyrique, elle connaît des échecs : une Tosca et une Turandot peu concluantes et une bien faible Aida. Toutefois, sa voix et son art du legato lui permettent d'être une magnifique interprète du rôle féminin de Simon Boccanegra et de Luisa Miller, et de triompher dans les années 1980 dans les rôles du bel canto italien, Rossini surtout (Semiramide, Amenaide du Tancredi, La donna del lago, souvent aux côtés de Lucia Valentini-Terrani, Bianca du Bianca e Falliero aux côtés de Marilyn Horne, Ninetta de La pie voleuse, Madame Cortèse du Voyage à Reims sous la direction de Claudio Abbado), mais aussi Donizetti (Lucrezia Borgia à Bologne, surtout).
Outre ses apparitions à l'opéra, elle joue le rôle de Desdémone dans l'adaptation cinématographique de l'Othello de Verdi par Franco Zeffirelli en 1986, aux côtés de Plácido Domingo.
En 1991, elle fonde l’Accademia Lirica di Katia Ricciarelli, et, depuis 2003, elle est la directrice artistique du festival d'été au Sferisterio di Macerata.
Elle se marie à Pippo Baudo, une personnalité de la TV italienne, lors de son quarantième anniversaire, mais demande le divorce durant l'été 2004.
En 2006, après la victoire du Ruban d'argent comme Meilleure actrice principale pour le film La seconda notte di nozze de Pupi Avati, elle participe au reality show La fattoria (version italienne de La Ferme Célébrités) sur Canale 5.

## Discographie
- Donizetti : L'elisir d'amore, Chœur et orchestre de la RAI dirigé par Claudio Scimone, Philips Classics 1984.
- Verdi : Simon Boccanegra, Chœur et orchestre de la RCA Italiana dirigé par Gianandrea Gavazzeni, RCA 1973.
- Verdi : I due Foscari, Chor des Österreichischen Rundfunk, ORF-Symphonie-Orchester dirigé par Lamberto Gardelli, Philips 1977.
- Verdi : La battaglia di Legnano, Chor des Österreichischen Rundfunk, ORF-Symphonie-Orchester dirigé par Lamberto Gardelli, Philips 1979.
- Verdi : Un bal masqué, Chœur et orchestre de la Scala de Milan dirigé par Claudio Abbado, Deutsche Grammophon 1980.
- Verdi : Le trouvère, Chœur et orchestre du Royal Opera House de Covent Garden dirigé par Sir Colin Davis, Philips 1980.
- Verdi : Messa da Requiem, Chœur et orchestre de la Scala de Milan dirigé par Claudio Abbado, Deutsche Grammophon 1980.
- Verdi : Luisa Miller, Chœur et orchestre du Royal Opera House de Covent Garden dirigé par Lorin Maazel, Deutsche Grammophon 1980.
- Verdi: Aida, Chœur et orchestre de la Scala de Milan dirigé par Claudio Abbado, Deutsche Grammophon 1983.
- Verdi : Don Carlos, Chœur et orchestre de la Scala de Milan dirigé par Claudio Abbado, Deutsche Grammophon 1984.
- Verdi : Falstaff, Orchestre philharmonique de Los Angeles dirigé par Carlo Maria Giulini, Deutsche Grammophon 1984.
- Verdi : Otello, Chœur et Orchestre de la Scala de Milan dirigé par Lorin Maazel, EMI 1985.
- Puccini : Suor Angelica, Chœur et orchestre de l'Academia Santa Cecilia dirigé par Bruno Bartoletti, RCA 1973.
- Puccini : La bohème, Chœur et orchestre du Royal Opera House de Covent Garden dirigé par Sir Colin Davis, Philips 1979.
- Puccini : Turandot (rôle-titre), Chor der Wiener Staatsoper, Wiener Philharmoniker dirigé par Herbert Karajan, Deutsche Grammophon 1981.
- Puccini : Tosca, Chor der Deutschen Oper Berlin, Berliner Philharmoniker dirigé par Herbert Karajan, Deutsche Grammophon 1983.
- Puccini : Turandot (rôle de Liu), Chœur et orchestre du Wiener Staatsoper dirigé par Lorin Maazel, CBS 1983.
- Rossini : La donna del lago, Prague Philharmonic Choir, Chamber Orchestra of Europe dirigé par Maurizio Pollini, CBS 1983.

## Filmographie partielle

### Cinéma
- 1986 : Otello de Franco Zeffirelli
- 2005 : La seconda notte di nozze de Pupi Avati
- 2006 : I giorni perduti de Bruno Gaburro
- 2008 : Bianco e nero de Cristina Comencini
- 2009 : Gli amici del bar Margherita de Pupi Avati
- 2014 : La sedia della felicità de Carlo Mazzacurati
- 2016 : Infernet de Giusepdepe Ferlito
- 2022 : Mancino naturalede Salvatore Allocca

### Télévision
- 1975 : Un ballo in maschera de John Vernon (téléfilm) : Amelia
- 1976 : Simon Boccanegra de Giuseppe Verdi (téléfilm) : Maria Boccanegra

## Récompenses et distinctions

### Décorations
- Commandeur de l'ordre des Arts et des Lettres Elle est faite commandeur le 15 février 1996[1].